# Sam Townsend
Sam Townsend (Reading, 26 de noviembre de 1985) es un deportista británico que compitió en remo. Su esposa, Natasha Page, compitió en el mismo deporte.
Ganó dos medallas en el Campeonato Mundial de Remo, en los años 2013 y 2014, y dos medallas en el Campeonato Europeo de Remo, en los años 2014 y 2015.
Participó en dos Juegos Olímpicos de Verano, ocupando el quinto lugar en Londres 2012 (doble scull) y el quinto en Río de Janeiro 2016 (cuatro scull).

## Palmarés internacional
| Campeonato Mundial | Campeonato Mundial       | Campeonato Mundial | Campeonato Mundial |
| Año                | Lugar                    | Medalla            | Prueba             |
| ------------------ | ------------------------ | ------------------ | ------------------ |
| 2013               | Chungju (Corea del Sur)  | Medalla de bronce  | Cuatro scull       |
| 2014               | Ámsterdam (Países Bajos) | Medalla de plata   | Cuatro scull       |
| Campeonato Europeo |                          |                    |                    |
| Año                | Lugar                    | Medalla            | Prueba             |
| 2014               | Belgrado (Serbia)        | Medalla de plata   | Cuatro scull       |
| 2015               | Poznań (Polonia)         | Medalla de bronce  | Cuatro scull       |